# Поповка (приток Колымы)
Поповка — река в Якутии и Магаданской области, левый приток Колымы.
Длина — 356 км, площадь водосборного бассейна — 8350 км². Берёт начало на восточных отрогах Полярного хребта. Протекает преимущественно в северном направлении в широкой долине. Питание снеговое и дождевое.
Названа по фамилии казака, Попова, который в начале XX века вёл поиски на реке россыпного золота. В советское время геологические изыскания не обнаружили здесь наличие месторождений драгоценного металла.

## Притоки
Объекты перечислены по порядку от устья к истоку.
- 106 км: без названия
- 109 км: Лесистая
- 117 км: без названия
- 140 км: Белая Ночь
- 145 км: Бурелом
- 150 км: Дружба
- 194 км: Маховик
- 198 км: Ворчун
- 204 км: без названия
- 217 км: Осока
- 227 км: Широкий
- 234 км: без названия
- 237 км: без названия
- 237 км: без названия
- 239 км: без названия
- 244 км: Левая Дуксунда
- 246 км: без названия
- 248 км: без названия
- 250 км: Якутка
- 257 км: без названия
- 260 км: без названия
- 269 км: без названия
- 274 км: без названия
- 274 км: без названия
- 283 км: Дуксунда
- 289 км: Югза
- 310 км: Кандыга
- 311 км: без названия